# الفجرة (السياني)

تعديل مصدري - تعديل

الفجرة محلة تابعة لقرية ذي الجرف، التابعة لعزلة الهادس بمديرية السياني إحدى مديريات محافظة إب في الجمهورية اليمنية.، بلغ تعداد سكانها 41 حسب تعداد اليمن لعام 2004.